# Lac Bleu (Avrillé)
Le Lac Bleu est un lac de carrière à l'emplacement de l'ancienne carrière de schiste de Longchamp. La carrière, fermée en 1975, est inondée par l'arrêt du pompage de l'eau d'infiltration , située sur la commune d'Avrillé, à 5,2 km près d'Angers.
Le lac contiendrait plus de 2 700 tonnes de munitions immergées lors de la Première Guerre mondiale et de la seconde. Les munitions sont pour la grosse majorité des grenades à fusil, issues d'une usine d'armement située à Montreuil-Juigné ayant cherché à se débarrasser de ses stocks à moindre coût en 1919. Cependant d'autres types d'obus, certains avec des charges de plusieurs dizaines de kilogrammes, ont également été abandonnées.
En 1997, après le rachat du terrain par la commune, une première campagne de déminage a lieu et les plongeurs remontent quarante tonnes d'explosifs. De 2006 à 2016, les pièces les plus dangereuses sont régulièrement extraites par le centre de déminage de Nantes pour être neutralisées au camp militaire de Fontevraud.